# Ayar Blasco
Ayar Blasco (Buenos Aires, 26 de diciembre de 1975) es un artista, animador y director de cine argentino. Con una trayectoria multifacética, también se ha desempeñado como intérprete, guionista, productor asociado, director de animación, historietista y dibujante autodidacta. Entre sus trabajos principales se destacan Mercano, el marciano, Chimiboga, El Sol y Lava.

## Biografía
De madre ecuatoriana y padre argentino, nace en Balcarce, Buenos Aires, pero vive su infancia en Quito, Ecuador a donde se traslada con su familia a causa del golpe de Estado de 1976.
Desde su infancia se vio influenciado por un ambiente artístico; de madre escritora y padre actor y director de teatro, fueron quienes lo acercaron prematuramente a la animación a través un taller de cine y arte infantil. Aseguraban que desde muy pequeño, tenía habilidades para el dibujo e interés en ser director de cine.
En 1986 y tras el retorno de la democracia, regresa a Argentina. Dos años después comienza a estudiar animación en el Instituto de arte cinematográfico de Avellaneda. Al cabo de cuatro años vuelve a Ecuador con su familia para finalmente regresar solo a Argentina en 1995 a los 20 años de edad.

### Trayectoria
A fines de los años 1990 dibuja para varios fanzines de cómic underground (Catzole, Océano y charquito, etc.) donde crea la historieta El niño malcriado, a la que luego llevará a la animación con el mismo nombre. Junto a Juan Antín forma la productora Malcriados y crean la serie Mercano, el marciano que se emitió en el canal MuchMusic. Posteriormente realizarán la película homónima (producida por Malcriados y la Universidad del Cine - FUC).
Luego realizó variadas contribuciones como historietista para la Revista Fierro y crea la página Chimiboga con animaciones de humor absurdo y humor negro, donde logra encontrar su estilo característico.
En el año 2001 el programa canadiense Splat tv, le dedicó una emisión especial en el canal Discovery Kids a su productora.
En el año 2010 anima su segundo largometraje El Sol. Presentado en varios festivales de cine de Europa y estrenado comercialmente en Argentina el 2 de agosto de 2012.
En el año 2011, Video Flims lanza el DVD Chimiboga, el cual cuenta entre otras cosas con el compilado de las animaciones de Chimiboga.com.
Además ha trabajado en el terreno publicitario realizando animaciones stop-motion y participando en el proyecto Bibliotecas para armar del Gobierno de la ciudad de Buenos Aires, el cual tiene como objetivo articular extensiones de actividades culturales a personas o sectores menos integrados de la sociedad.
Ha participado también como jurado en varios festivales de cine y animación.
En 2019 realiza su segundo largometraje Lava, concluido en el 2020, junto con su primer largometraje no animado: La vagancia.
En 2022 se estrena su primer papel protagónico como actor de serie en La casa de lxs Fernández, incluyendo además dibujos y animaciones propias.

### Chimiboga
Las animaciones de Ayar están hechas en animación Flash en 2D, con un estilo de dibujo de trazos simples influenciado estéticamente por el cómic, centrándose más en la historia que en los detalles de animación. La temática gira en torno al humor negro y el absurdo. Entre los personajes destacados pueden nombrarse: El Conejo Bugs Bony, Don Luis y sus hijos, El Ratón Disney y El niño malcriado.

## Filmografía
| Año  | Título                      | Director | Productor | Escritor | Actor | Director de arte | Sonido | Notas                | Ref(s) |
| ---- | --------------------------- | -------- | --------- | -------- | ----- | ---------------- | ------ | -------------------- | ------ |
| 2001 | Mercano, el marciano        |          |           |          | Sí    | Sí               |        | Julián / E-Tet (voz) |        |
| 2004 | Gorgonas                    |          |           |          |       |                  | Sí     | Cortometraje         |        |
| 2006 | Guiños                      |          |           |          |       | Sí               |        | Cortometraje         |        |
| 2009 | El Sol                      | Sí       | Sí        | Sí       | Sí    | Sí               |        | Productor asociado   |        |
| 2012 | Chimiboga, la batalla final | Sí       | Sí        | Sí       | Sí    | Sí               | Sí     |                      |        |
| 2013 | Liberen a García            |          |           |          | Sí    |                  |        | García (voz)         | [ 14 ] |
| 2019 | Lava                        | Sí       |           | Sí       | Sí    | Sí               |        |                      |        |
| 2020 | La vagancia                 | Sí       | Sí        | Sí       | Sí    |                  |        | Roberto              |        |

## Series web
| Series web | Series web               | Series web | Series web       | Series web           |
| Año        | Título                   | Difusión   | Rol              | Notas                |
| ---------- | ------------------------ | ---------- | ---------------- | -------------------- |
| 2016       | Cinéfilo                 | UN3TV      | Raúl Cornell     | Episodio: 02, 06, 09 |
| 2022       | La casa de lxs Fernández | Cont.ar    | Walter Fernández | Protagonista         |

## Premios y reconocimientos
| Festival de Cine de Sitges | Festival de Cine de Sitges  | Festival de Cine de Sitges | Festival de Cine de Sitges | Festival de Cine de Sitges |
| Año                        | Categoría                   | Trabajo nominado           | Resultado                  | Ref.                       |
| -------------------------- | --------------------------- | -------------------------- | -------------------------- | -------------------------- |
| 2002                       | Premio especial del público | Mercano, el marciano       | Ganador                    | [ 6 ]                      |

| Festival Internacional de Cine de Animación de Annecy | Festival Internacional de Cine de Animación de Annecy | Festival Internacional de Cine de Animación de Annecy | Festival Internacional de Cine de Animación de Annecy | Festival Internacional de Cine de Animación de Annecy |
| Año                                                   | Categoría                                             | Trabajo nominado                                      | Resultado                                             | Ref.                                                  |
| ----------------------------------------------------- | ----------------------------------------------------- | ----------------------------------------------------- | ----------------------------------------------------- | ----------------------------------------------------- |
| 2002                                                  | Mención especial del jurado                           | Mercano, el marciano                                  | Ganador                                               |                                                       |
| 2020                                                  | Premio Contracampo                                    | Lava                                                  | Nominado                                              | [ 15 ]                                                |

| Premios Cóndor de Plata | Premios Cóndor de Plata    | Premios Cóndor de Plata | Premios Cóndor de Plata | Premios Cóndor de Plata |
| Año                     | Categoría                  | Trabajo nominado        | Resultado               | Ref.                    |
| ----------------------- | -------------------------- | ----------------------- | ----------------------- | ----------------------- |
| 2003                    | Mejor largometraje animado | Mercano, el marciano    | Ganador                 |                         |

| Festival de Cine de Mar del Plata | Festival de Cine de Mar del Plata | Festival de Cine de Mar del Plata | Festival de Cine de Mar del Plata | Festival de Cine de Mar del Plata |
| Año                               | Categoría                         | Trabajo nominado                  | Resultado                         | Ref.                              |
| --------------------------------- | --------------------------------- | --------------------------------- | --------------------------------- | --------------------------------- |
| 2009                              | Mención en el Work In Progress    | El Sol (película)                 | Ganador                           | [ 16 ]                            |

| Festival Internacional de Cine de Róterdam | Festival Internacional de Cine de Róterdam         | Festival Internacional de Cine de Róterdam | Festival Internacional de Cine de Róterdam | Festival Internacional de Cine de Róterdam |
| Año                                        | Categoría                                          | Trabajo nominado                           | Resultado                                  | Ref.                                       |
| ------------------------------------------ | -------------------------------------------------- | ------------------------------------------ | ------------------------------------------ | ------------------------------------------ |
| 2010                                       | Premio Hubert Bals Fund al desarrollo del proyecto | El Sol (película)                          | Ganador                                    | [ 17 ]                                     |

| Festival de Cine de Varsovia | Festival de Cine de Varsovia | Festival de Cine de Varsovia | Festival de Cine de Varsovia | Festival de Cine de Varsovia |
| Año                          | Categoría                    | Trabajo nominado             | Resultado                    | Ref.                         |
| ---------------------------- | ---------------------------- | ---------------------------- | ---------------------------- | ---------------------------- |
| 2010                         | Premio Free Spirit           | El Sol (película)            | Nominado                     | [ 15 ]                       |

## Publicaciones
- 2017: Chimiboga: El fotolog: El libro[18]

### Entrevistas
- Entrevista en MTV Güik (enlace roto disponible en Internet Archive; véase el historial, la primera versión y la última).
- Entrevista en Está vivo!, FM touché 89.1 YouTube
- Entrevista en el suplemento cultural Radar 5-8-2012, Página/12
- Marcha: Chimiboga, en sánscrito Milagro del humor Marcha.org.ar. Archivado en Wayback Machine

- Datos: Q5714624
- Multimedia: Ayar Blasco / Q5714624